# Рильський Іван Тадейович
Іва́н Тадейович Ри́льський (1880 — 1933) — український літературний перекладач.
Син Тадея Рильського, старший брат Максима Рильського.
Іван Рильський переклав українською мовою Гі де Мопассана, Проспера Меріме, Джека Лондона.

## Життєпис
Рід Рильських належав до ополяченої шляхти. У родині зберігали спогад про дивовижний порятунок прапрадіда Івана Рильського — Ромуальда, який за часів Коліївщини навчався в Умані й потрапив до рук гайдамаків. За мить до страти 14-літній підліток заспівав український псалом «Пречистая Діво, Мати Руського краю», чим зворушив коліїв. Їхній отаман відпустив не лише юного спудея, а й усіх бранців, що мали загинути разом із ним. Згодом батько Івана Рильського — Тадей записав цю сімейну історію й надрукував її в журналі «Киевская Старина».

## Родина
Іван Рильський народився в родині Тадея та Меланії Рильських. Його мати, Меланія Федорівна (1861–1936), до шлюбу Чуприна, була селянкою родом із села Романівка Київської губернії. Батько — Тадей Розеславович (1841–1902) був одним з лідерів руху хлопоманів, а також етнографом, економістом, фольклористом.
Іван мав двох молодших братів: Богдана (1882–1939) та Максима (1895–1964), що став відомим українським поетом.